# Eicochrysops masai
Eicochrysops masai is een vlinder uit de familie van de Lycaenidae. De wetenschappelijke naam van de soort is voor het eerst gepubliceerd in 1905 door George Thomas Bethune-Baker.
De soort komt voor in de hoger gelegen savannes van Ethiopië, Noord-Oeganda, Noord- en Midden-Kenia en Noord-Tanzania. In Tanzania vliegt deze soort op 2000 meter hoogte.